# Slingsby Kirby Kite
Die Slingsby Type 6 (T.6) Kirby Kite ist ein einsitziges Segelflugzeug des britischen Herstellers Slingsby Sailplanes, Scarborough, das in den 1930er Jahren entwickelt wurde.

## Geschichte

### Entwicklung
Noch vor der Fertigstellung des ersten in Lizenz gebauten Exemplars der Slingsby Grunau Baby 2 war die Kirby Kite bereits im Bau begriffen. Slingsby wollte mit diesem neuen Muster den Segelflugclubs in Großbritannien ein Schulflugzeug bieten, das gegenüber der Grunau Baby verbesserte Flugeigenschaften aufweisen sollte. Für die Festigkeitsberechnungen und aerodynamische Auslegung vertraute Slingsby auf die Beratung von entsprechenden Fachleuten, da er zwar ein erfahrener Praktiker bei der Herstellung von Flugzeugen im Holzbau war, bei Konstruktionsarbeiten sich aber bisher auf die Modifikation bereits vorhandener Muster beschränkt hatte.
Als Verbesserung gegenüber der Grunau Baby wurde die Spannweite der Tragflächen durch Einfügen einer zusätzlichen Rippe von 13,57 m auf 14,20 m erhöht, das Profil blieb unverändert. Eine weitere Maßnahme war die Einführung eines Knickflügels für bessere Kreisflugeigenschaften. Die Grunau Baby besaß gerade Tragflächen ohne V-Stellung. Darüber hinaus erhielt die Kirby Kite einen strömungsgünstigen abgerundeten Querschnitt, was gegenüber der sechseckigen Querschnittsform der Grunau Baby eine deutliche Verbesserung darstellte.
Der Namensbestandteil Kirby entstand aus dem Ortsnamen Kirbymoorside in Yorkshire, wohin der Firmenstandort verlegt worden war. In neuerer Zeit wandelte sich der Ortsname zu Kirkbymoorside. Die British Gliding Association wollte im August 1935 in Sutton Bank einen größeren Wettbewerb abhalten, und die Kirby Kite sollte bis zu diesem Zeitpunkt flugbereit sein. Da in den Slingsby-Werkstätten vor allem die Falcon und Grunau Baby gebaut wurde, konnten die Arbeiten an der Kirby Kite meist nur abends durchgeführt werden. Der Zeitdruck war derart groß, dass sogar die Konstruktionszeichnungen erst nach dem Einsatz in Sutton Bank vollständig fertiggestellt waren.
Der erfolgreich verlaufende Erstflug fand einige Tage vor Beginn des Wettbewerbs statt, wo die Kirby Kite in die Class 1 als Hochleistungssegelflugzeug eingestuft wurde. Beim ersten Wettbewerbsflug erreichte John C. Neilan mit einer Strecke von 87 km den längsten Überlandflug aller Teilnehmer und erhielt dafür die Wakefield Trophy.
Bei den ersten ausgelieferten Kites waren Störklappen ab Werk noch nicht vorgesehen, sondern mussten nachgerüstet werden. Spätere Exemplare hatten ein stärker ausgerundetes Seitenleitwerk mit einer größeren Fläche, wodurch ein ausgeglicheneres Steuerverhalten erreicht wurde. Bis Ende 1936 waren neun Exemplare hergestellt worden, Ende 1937 waren es insgesamt 17 Maschinen. Bis zur Produktionseinstellung 1939 hatte Slingsby insgesamt 25 Kites produziert. Kirby Kites wurden von vielen Piloten für die Erreichung des Silver C-Leistungsabzeichens gewählt. Hierfür musste ein Höhengewinn von 1000 m erreicht werden, ein 50-km-Zielflug und ein Dauerflug von 5 Stunden absolviert werden.

### Wettbewerbseinsatz
Nach dem erfolgreichen ersten Einsatz 1935 wurden 1936 zwei Kirby Kite bei den National Competitions in Camphill eingesetzt. Neben einer Auszeichnung für die meisten Flugstunden, konnten hier jedoch keine weiteren nennenswerten Ergebnisse erreicht werden.
Bei den Nationals 1937 nahmen sechs Kirby Kites teil, wurden aber nicht mehr als Hochleistungssegler klassifiziert. Trotzdem konnten zwei der besten Flüge mit Kites durchgeführt werden: ein Streckenflug von 125 km durch J. E. Simpson an die Küste nach Withernsea und ein weiterer über 128 km von K. Lingford nach Easington.

### Modifikationen
Ende 1937 oder Anfang 1938 rüstete Slingsby ein Kirby Kite mit einem NACA 4416 Profil aus, das zur Spitze in ein NACA 2412 auslief. Dies war möglicherweise eine Versuchsmaschine für die Type 12 Gull, die im April 1938 zum ersten Mal flog.
1940 wurden die meisten Segelflugzeuge für eine militärische Verwendung in der Royal Air Force requiriert. Um herauszufinden inwieweit aus Holz gebaute Flugzeuge durch Radar geortet werden können, schleppte man unterschiedliche Baumuster mit einer Avro 504 auf 10.000 ft. und klinkte sie über dem Ärmelkanal aus. Man stellte fest, dass auf dem Radarschirm ein deutliches Echo zu erkennen war, was auf die Metallteile wie Kabel und Stoßstangen zurückgeführt wurde. Um diesen Einfluss auszuschalten, ersetzte man in einer Kirby Kite sämtliche metallischen Steuerungselemente durch hölzerne Stoßstangen, was aber nur zu einer geringen Abnahme des Radarechos führte. Sämtliche Kites wurden danach in Ringway zusammengezogen, wo erste Versuche zu einem simulierten Luftlandungsunternehmen unternommen wurden. Das No. 1 Glider Training Squadron mit anfangs fünf, später 14 mit RAF-Standardtarnanstrich in grün/braun versehenen Kirby Kites, verlegte dann im Januar 1941 nach Haddenham in Buckinghamshire. Verbleibende Exemplare wurden später dem Air Training Corps übergeben.
Mit dem Kriegsende plante Slingsby mit der T.23 eine modernisierte Version der T.6 zu entwickeln. Die Tragflächen blieben bis auf nun standardmäßig vorgesehene Störklappen unverändert. Der Rumpf erhielt neben einem Fahrwerksrad einen höheren Pylon, auf dem die Tragflächen aufsaßen, was die Aerodynamik in dem Rumpf-Tragflächen Übergangsbereich verbesserte. Der Pilot saß damit unter der Tragflächenvorderkante. Die T.23 flog zwar im Dezember 1945, eine Serienproduktion kam jedoch nicht zustande, da die Leistungsverbesserung nur gering war.

## Konstruktion
Wo es möglich schien, verwendete Slingsby für Tragflächen und Leitwerk Bauteile der Grunau Baby. Beim Seitenleitwerk wurden lediglich die Ecken abgerundet, ansonsten blieb auch dieses unverändert. Die Tragflächen waren wie bei der Grunau Baby einholmig mit einer aus Sperrholz aufgebauten Torsionsnase ausgelegt. Hinter dem Holm waren die Rippen untereinander mit einem Leinenband verbunden. Auch die Lücke zwischen Tragfläche und Querruder war einem Stoffstreifen abgedeckt. Der Rumpfquerschnitt setzte sich zusammen aus einem Halbkreis über der Rumpf-Referenzlinie und zwei Kreisbögen darunter, die sich in spitzem Winkel kielartig an der Rumpfunterseite trafen. Wegen der Schulterdeckerauslegung mit dicht über dem Rumpf liegenden Tragflächen, benötigten die drei Hauptspante im Querschnitt nur eine geringe Erhöhung im oberen Teil. Die Tragflächen der Grunau Baby waren dagegen deutlich höher über dem Rumpf positioniert. Als Profil wurde an der Tragflächenwurzel ein Göttingen 535 verwendet, das bis zu den Flügelspitzen in ein symmetrisches Profil auslief.
Der gesamte in Holz-Halbschalenbauweise gebaute Rumpf ist mit Longerons in Längsrichtung ausgesteift und vollständig mit Sperrholz beplankt. Das Cockpit besitzt keinen Windschutz, hat aber einen hölzernen „Kragen“, der nur den Kopf des Piloten im Fahrtwind lässt.

## Technische Daten
| Kenngröße            | Daten      |
| -------------------- | ---------- |
| Besatzung            | 1          |
| Länge                | 6,21 m     |
| Rumpfbreite          | 0,59 m     |
| Spannweite           | 14,20 m    |
| Tragflächentiefe     | 1,20 m     |
| Flügelfläche         | 14,5 m²    |
| Tragflächenbelastung | 15,9 kg/m² |
| Flügelstreckung      | 13,8       |
| Leermasse            | 138 kg     |
| Startmasse           | 231 kg     |